# Ílhavo
Ílhavo é uma cidade portuguesa do distrito de Aveiro e integrada na Região de Aveiro (NUT III) da Região Centro (NUT II). A cidade possui 10.838 habitantes (2021) e é sede do Município de Ílhavo (que integra duas cidades, Ílhavo e Gafanha da Nazaré) com 73,48 km² de área e 39 235 habitantes (2021), subdividido em 4 freguesias. O município é dividido em três sítios distintos por braços da Ria de Aveiro, e é limitado a norte e nordeste pelo município de Aveiro (limite terrestre a noroeste e através da ria a norte), e a sul por Vagos.

## História
Na sua origem, encontra-se a cidade Romana de Illiabum.
O concelho recebeu foral de D. Dinis em 13 de outubro de 1296, tendo a vila sido elevada a cidade em 13 de julho de 1990.
A cidade é famosa pela sua indústria de porcelana Vista Alegre. O município de Ílhavo engloba duas cidades: Gafanha da Nazaré e Ílhavo. No município de Ílhavo, na localidade da Barra, existe o farol da Barra, o mais alto dos 48 faróis marítimos de Portugal. O Farol e praia da Barra fazem parte da freguesia de Gafanha da Nazaré. Já a Costa Nova do Prado integra a freguesia da Gafanha da Encarnação. A praia da Costa Nova do Prado é também um dos locais de excelência do município, sendo de visita obrigatória por quem passa na zona. As casas típicas desta praia (designadas por Palheiros), caracterizam-se por fachadas (originalmente em madeira, na atualidade em betão), listadas com cores vivas e alegres, alternadas com a cor branca. A cidade de Ílhavo é também conhecida pelo famoso Pão de Vale de Ílhavo, confeccionado na localidade de Vale de Ílhavo, de forma artesanal e cozido em forno a lenha. O Pão de Vale de Ílhavo tem a Pada com forma mais conhecida, mas também existe o Folar ou Pão Doce (com ou sem ovos), comercializado nas alturas da Páscoa.
Ílhavo está profundamente ligada à pesca do bacalhau; com efeito, durante todo o século XX, a maioria dos capitães que faziam companhas de longo curso eram originários da, então, vila de Ílhavo. Igualmente oriundos das localidades vizinhas foram muitos dos pescadores.
Esta e outras ligações de Ílhavo com o mar podem ser vistas no Museu Marítimo de Ílhavo, que, para além do edifício, tem o único arrastão lateral de pesca do bacalhau sobrevivente. O navio faz parte integrante do Museu e alberga exposições temporárias.

## Freguesias

Freguesias do município de Ílhavo.

O Município de Ílhavo está dividido em 4 freguesias:
- Gafanha da Encarnação
- Gafanha da Nazaré
- Gafanha do Carmo
- Ílhavo (São Salvador)

## Lugares
Adro; Rua Nova; Viela do Mónica; Viela do Salvador; Viela do Conde; Viela do Louro; Viela do Bela; Viela do Geral; Viela do Professor; Capela (Sr.ª do Pranto); Fontoura; Viela do Panasco; Viela do Tambor; Carvalheira; Viela do Mariz, Cancelas; Carril do Panasco; Viela das Donas; Viela da Galega; Pedaço; Viela do Ralhados; Viela do Capitão; Viela da Pinta; Viela da Manga; Viela do Naça; Fonte da Praça; Viela das Carlas; Rua de Espinheiro; Viela do Marieiro; Viela do Parraxo; Viela do Sarna; Manga de Espinheiro; Urjal; Arnal; Curtido de cima; Viela da Coutada; Viela da Costa; Curtido de Espinheiro; Viela da Birrenta; Viela da Chocha; Viela do Batel; Alqueidão; Carvalha; Fonte; Alagoa; Casal; Coutada; Santo António; Cabeço da Coutada; Viveiro; Ribas da Picheleira; Quintãs; Chosa do Fidalgo; Cambarnal; Légua; Preza; Moitinhos; Passadouro; Vale de Ílhavo; Campo; Viela dos Louros; Casa do Cardoso Pereira; Costeira de Santiago; Campo Largo; Pessegal; Moitas; Ribas Altas da Ermida; Azenhas; Lugar; Aidos; Corredoura; Paço da Ermida; Praça da Ermida; Boa Vista; Soalhal; Vista Alegre; Chousa Velha.

## Política

### Eleições autárquicas[9]
| Data | %       | V       | %     | V     | %      | V      | %            | V            | %              | V   | %              | V   | %              | V   | %    | V   | %              | V  | Participação |                |
| Data | PPD–PSD | PPD–PSD | PS    | PS    | CDS-PP | CDS-PP | FEPU–APU–CDU | FEPU–APU–CDU | PSN            | PSN | BE             | BE  | PPM            | PPM | GCE  | GCE | CH             | CH | Participação |                |
| ---- | ------- | ------- | ----- | ----- | ------ | ------ | ------------ | ------------ | -------------- | --- | -------------- | --- | -------------- | --- | ---- | --- | -------------- | -- | ------------ | -------------- |
| Data | 1976    | 41,47   | 3     | 27,84 | 2      | 21,16  | 2            | 6,05         | -              |     |                |     |                |     |      |     |                |    |              | 63,71 / 100,00 |
| 1979 | 43,38   | 3       | 21,04 | 1     | 21,94  | 2      | 11,09        | 1            | 63,03 / 100,00 |     |                |     |                |     |      |     |                |    |              |                |
| 1982 | 36,42   | 3       | 28,55 | 2     | 17,39  | 1      | 14,14        | 1            | 62,97 / 100,00 |     |                |     |                |     |      |     |                |    |              |                |
| 1985 | 40,64   | 3       | 38,72 | 3     | 10,42  | 1      | 7,02         | -            | 56,03 / 100,00 |     |                |     |                |     |      |     |                |    |              |                |
| 1989 | 47,54   | 4       | 42,97 | 3     | 3,58   | -      | 2,84         | -            | 55,15 / 100,00 |     |                |     |                |     |      |     |                |    |              |                |
| 1993 | 36,57   | 3       | 41,02 | 3     | 13,98  | 1      | 3,50         | -            | 1,51           | -   | 56,13 / 100,00 |     |                |     |      |     |                |    |              |                |
| 1997 | 43,02   | 4       | 35,79 | 3     | 6,92   | -      | 10,30        | -            |                |     | 53,73 / 100,00 |     |                |     |      |     |                |    |              |                |
| 2001 | 65,71   | 6       | 19,87 | 1     | 4,30   | -      | 6,70         | -            | 53,64 / 100,00 |     |                |     |                |     |      |     |                |    |              |                |
| 2005 | 60,87   | 5       | 26,39 | 2     | 4,04   | -      | 4,72         | -            | 53,40 / 100,00 |     |                |     |                |     |      |     |                |    |              |                |
| 2009 | 63,53   | 5       | 22,69 | 2     | 5,22   | -      | 3,04         | -            | 2,60           | -   | 47,55 / 100,00 |     |                |     |      |     |                |    |              |                |
| 2013 | 44,28   | 4       | 28,37 | 3     | 7,84   | -      | 5,01         | -            | 4,17           | -   | 40,01 / 100,00 |     |                |     |      |     |                |    |              |                |
| 2017 | 46,66   | 4       | 35,17 | 3     | 5,11   | -      | 2,92         | -            | 4,07           | -   | CDS            | CDS | 43,74 / 100,00 |     |      |     |                |    |              |                |
| 2021 | 31,63   | 3       | 20,80 | 1     | 1,57   | -      | 1,57         | -            | 2,32           | -   |                |     | 33,46          | 3   | 4,42 | -   | 45,45 / 100,00 |    |              |                |

### Eleições legislativas
| Data | %     | %     | %     | %    | %     | %     | %        | %     | %    | %     | %    | %   | %       | % | %  | %  |
| Data | PSD   | PS    | CDS   | PCP  | UDP   | AD    | APU– CDU | FRS   | PRD  | PSN   | B.E. | PAN | PSD CDS | L | CH | IL |
| ---- | ----- | ----- | ----- | ---- | ----- | ----- | -------- | ----- | ---- | ----- | ---- | --- | ------- | - | -- | -- |
| 1976 | 40,46 | 28,98 | 19,94 | 3,01 | 0,71  |       |          |       |      |       |      |     |         |   |    |    |
| 1979 | AD    | 25,76 | AD    | APU  | 1,35  | 59,97 | 6,96     |       |      |       |      |     |         |   |    |    |
| 1980 | AD    | FRS   | AD    | APU  | 0,86  | 61,56 | 5,89     | 25,00 |      |       |      |     |         |   |    |    |
| 1983 | 37,02 | 36,58 | 14,20 | APU  | 0,47  |       | 7,47     |       |      |       |      |     |         |   |    |    |
| 1985 | 41,07 | 22,40 | 11,22 | APU  | 0,86  | 6,30  | 13,85    |       |      |       |      |     |         |   |    |    |
| 1987 | 65,50 | 19,67 | 4,07  | CDU  | 0,39  | 3,94  | 2,53     |       |      |       |      |     |         |   |    |    |
| 1991 | 63,83 | 23,29 | 4,58  | CDU  |       | 2,23  | 0,27     | 2,50  |      |       |      |     |         |   |    |    |
| 1995 | 42,80 | 35,66 | 15,40 | CDU  | 0,20  | 2,70  |          | 0,38  |      |       |      |     |         |   |    |    |
| 1999 | 38,95 | 36,78 | 15,10 | CDU  |       | 3,63  | 0,17     | 1,85  |      |       |      |     |         |   |    |    |
| 2002 | 49,12 | 28,42 | 14,47 | CDU  | 2,44  |       | 2,62     |       |      |       |      |     |         |   |    |    |
| 2005 | 39,94 | 35,54 | 9,69  | CDU  | 3,56  | 6,42  |          |       |      |       |      |     |         |   |    |    |
| 2009 | 35,83 | 28,34 | 14,80 | CDU  | 3,88  | 10,93 |          |       |      |       |      |     |         |   |    |    |
| 2011 | 46,04 | 20,10 | 15,41 | CDU  | 4,25  | 5,61  | 1,19     |       |      |       |      |     |         |   |    |    |
| 2015 | CDS   | 24,75 | PSD   | CDU  | 4,61  | 11,11 | 1,43     | 47,41 | 0,61 |       |      |     |         |   |    |    |
| 2019 | 32,61 | 31,18 | 5,00  | CDU  | 3,30  | 11,44 | 4,17     |       | 1,08 | 1,21  | 1,01 |     |         |   |    |    |
| 2022 | 32,67 | 36,79 | 2,04  | CDU  | 1,71  | 5,50  | 1,86     | 1,22  | 8,07 | 5,92  |      |     |         |   |    |    |
| 2024 | AD    | 23,19 | AD    | CDU  | 33,01 | 1,11  | 4,96     | 2,18  | 3,13 | 20,86 | 6,04 |     |         |   |    |    |

## Evolução da População do Município
| Número de habitantes | Número de habitantes | Número de habitantes | Número de habitantes | Número de habitantes | Número de habitantes | Número de habitantes | Número de habitantes | Número de habitantes | Número de habitantes | Número de habitantes | Número de habitantes | Número de habitantes | Número de habitantes | Número de habitantes | Número de habitantes |
| -------------------- | -------------------- | -------------------- | -------------------- | -------------------- | -------------------- | -------------------- | -------------------- | -------------------- | -------------------- | -------------------- | -------------------- | -------------------- | -------------------- | -------------------- | -------------------- |
| 1864                 | 1878                 | 1890                 | 1900                 | 1911                 | 1920                 | 1930                 | 1940                 | 1950                 | 1960                 | 1970                 | 1981                 | 1991                 | 2001                 | 2011                 | 2021                 |
| 8 210                | 8 601                | 11 276               | 13 163               | 14 544               | 15 518               | 17 709               | 18 850               | 21 513               | 25 108               | 24 108               | 31 383               | 33 235               | 37 209               | 38 598               | 39 235               |

(Número de habitantes que tinham a residência oficial neste município à data em que os censos se realizaram.)
O concelho de Ílhavo, que figura nos censos de 1864 a 1890, foi extinto por decreto de 21–11–1895, e integrado no concelho de Aveiro. Por decreto de 13–01–1898, deixou de fazer parte do concelho de Aveiro, passando a constituir um concelho com sede em Ílhavo, formado por uma única freguesia. Pelo decreto nº 12.612, de 01–11–1926, e decreto de 23–06–1910, foram criadas as freguesias de Gafanha da Encarnação e Gafanha da Nazaré com lugares desta freguesia.
|                | 1900  | 1911  | 1920  | 1930  | 1940  | 1950  | 1960   | 1970   | 1981   | 1991   | 2001   | 2011   | 2021   |
| 0-14 Anos      | 4 716 | 5 356 | 4 981 | 5 433 | 6 364 | 6 497 | 8 247  | 6 995  | 8 750  | 7 149  | 6 460  | 5 955  | 5 277  |
| 15-24 Anos     | 2 222 | 2 579 | 2 782 | 3 158 | 3 326 | 3 938 | 4 137  | 3 960  | 5 627  | 5 678  | 5 322  | 4 262  | 4 046  |
| 25-64 Anos     | 4 962 | 5 401 | 5 788 | 6 663 | 7 548 | 8 722 | 10 920 | 10 445 | 14 189 | 16 862 | 20 512 | 21 977 | 21 467 |
| = ou > 65 Anos | 697   | 786   | 806   | 1 052 | 1 232 | 1 464 | 1 804  | 1 950  | 2 817  | 3 546  | 4 915  | 6 404  | 8 445  |

(Obs: De 1900 a 1950, os dados referem-se à população presente no município à data em que eles se realizaram. Daí que se registem algumas diferenças relativamente à designada população residente.)

## Património
- Forte da Barra de Aveiro ou Castelo da Gafanha

## Cultura
- Biblioteca Municipal de Ílhavo — projecto dos arquitectos Nuno Mateus e José Mateus, nasceu do restauro de um antigo solar. Foi concluída em 2005 e tem 3200 metros quadrados.[14]
- Museu Marítimo de Ílhavo

## Geminações
A cidade de Ílhavo é geminada com as seguintes cidades:
- Cuxhaven, Baixa Saxónia, Alemanha
- Funchal, Região Autónoma da Madeira, Portugal
- Ihtiman, Sófia, Bulgária
- Newark, Nova Jérsia, Estados Unidos
- New Bedford, Massachusetts, Estados Unidos
- Paraty, Rio de Janeiro, Brasil
- St. John's, Terra Nova e Labrador, Canadá
- Grindavik, Islândia (desde 25 de Agosto de 2005)

## Personalidades associadas à cidade de Ílhavo
- Lista de personalidades naturais de Ílhavo na Wikipédia